# Elektrownia Szczecin

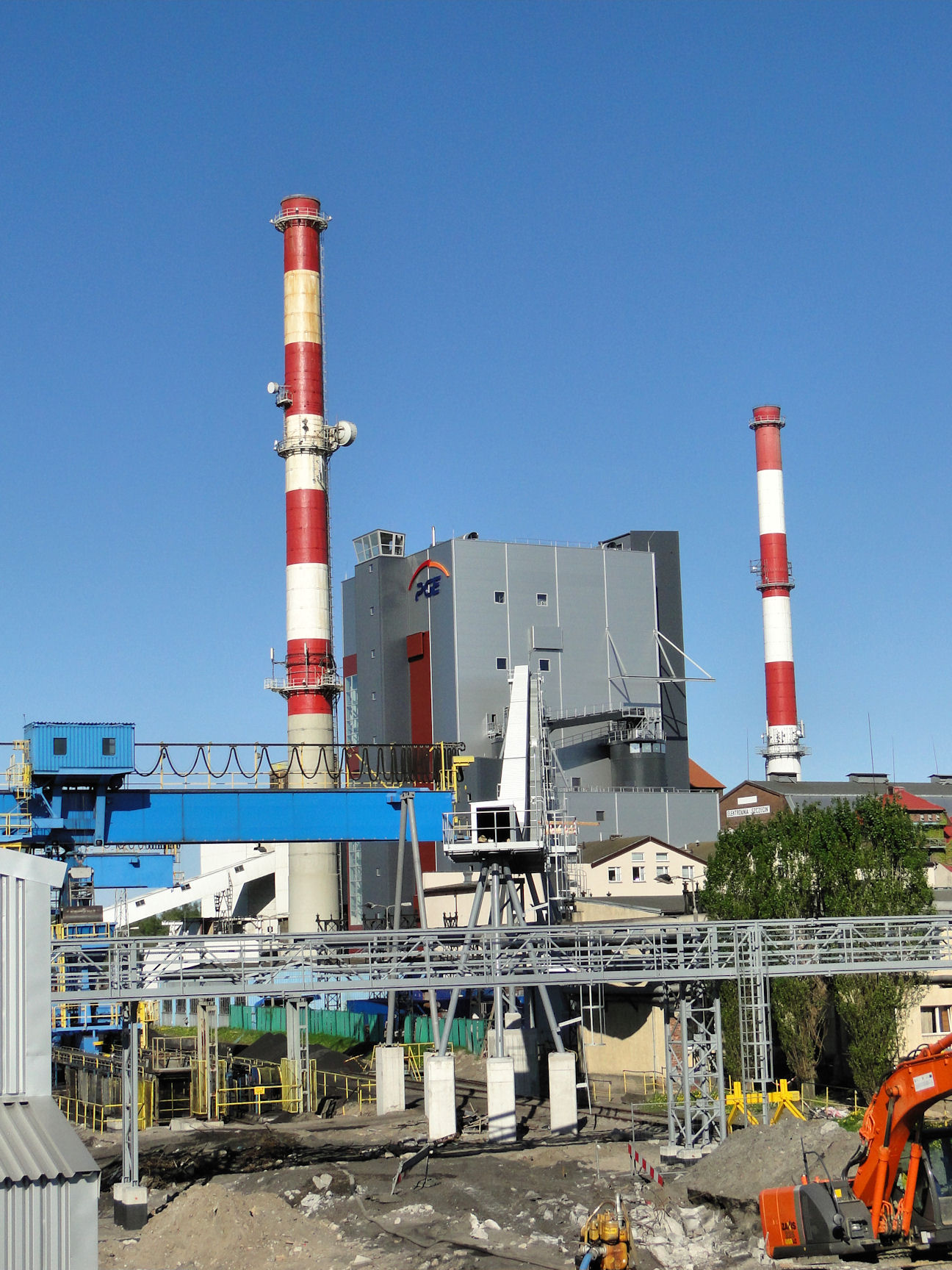
Kocioł na biomasę (w głębi, między kominami) Elektrowni Szczecin

Elektrownia Szczecin – (oficjalna nazwa: Elektrociepłownia  Szczecin) – zasilana biomasą, elektrownia w Szczecinie, w województwie zachodniopomorskim, zarządzana przez PGE Energia Ciepła S.A. Wchodzi w skład Grupy Kapitałowej PGE. 
Znajduje się w Szczecinie przy ul. Gdańskiej 34a na Międzyodrzu (Zaleskie Łęgi) na terenie sąsiadującym z portem szczecińskim (elektrownia posiada własny basen portowy i nabrzeże przy Parnicy).

## Historia
- 1911 – decyzja o budowie elektrowni[2] Kraftwerk Stettin - Zentrale II w Szczecinie, która miała współpracować z już istniejącym Zentrale I
- październik 1916, październik – uruchomienie[2] pierwszego turbozespołu
- 1923 – uruchomienie kolejnych 2 turbozespołów
- 1934 – moc zainstalowana w turbozespołach wynosiła 86,8 MW
- 1939 – połączenie elektrowni z Pomorskim Systemem Energetycznym przez linię napowietrzną i kablową 110 kV
- 1945 – zajęcie elektrowni przez Armię Czerwoną i stopniowy demontaż i wywóz urządzeń
- 1947, 20 września – przejęcie elektrowni przez Zjednoczenie Energetyczne Okręgu Pomorza Zachodniego od Armii Czerwonej[2]
- 1957 – koniec gruntownej modernizacji elektrowni (zamontowano nowe kotły i turbiny)[2]
- 1966, 14 lutego – połączenie z Elektrownią Pomorzany w jeden zakład i utworzenie Zespołu Elektrowni Szczecin[2]
- 1974, 1 lipca – Zespół Elektrowni Szczecin wraz z Elektrownią Dolna Odra utworzył Zespół Elektrowni Dolna Odra w Nowym Czarnowie[2]
- 1998-2000 – wymiana starych turbin na nowy turbozespół 4UCK 65 o mocy elektrycznej 65 MW.

## Kocioł na biomasę
W Elektrowni Szczecin znajduje się największy w Polsce fluidalny kocioł ze stacjonarnym złożem bąbelkowym (BFB) dostarczony przez firmę Metso, opalany biomasą. Kocioł wszedł do eksploatacji w styczniu 2012. Można z niego uzyskać w ciągu roku 440 tys. MWh energii elektrycznej i 1900 tys. GJ ciepła. W kotle spala się ok. 550 tysięcy ton biomasy rocznie.
Dzięki zastąpieniu spalania węgla, spalaniem biomasy nastąpiło zmniejszenie emisji dwutlenku siarki o 69%, a pyłów o 63%.

## Dane techniczne
Elektrownia dysponuje:
- osiągalna moc elektryczna 68,5 MWe[1]
- osiągalna moc cieplna 120 MWt (blok energetyczny) + 42 MWt (kocioł wodny)[1]